# The WORLD Ruler
『the WORLD Ruler』（ワールド・ルーラー）は、ナイトメアの4枚目のオリジナルアルバムである。

## 概要
- 2007年2月28日発売。全3タイプ同時発売、通常盤（CDのみ/初回プレス分のみスリーブケース仕様）・Aタイプ生産限定盤 (CD+DVD)・Bタイプ生産限定盤（CD+豪華写真集）。
- 初回特典：「ジャイアニズム叱」PV映像（Aタイプ生産限定盤のみに収録）
- オリコンチャートで週間最高位6位を記録した。

## 収録曲
1. BOYS BE SUSPICIOUS
（作詞・作曲：咲人）
2. PHANTOM
（作詞・作曲：RUKA）
3. the WORLD
（作詞・作曲：RUKA）
日本テレビ系アニメ『DEATH NOTE』オープニングテーマ。
2と3はトラックとしては分かれているが、曲として繋がっている。
4. Criminal baby
（作詞・作曲：RUKA）
5. Alice
（作詞・作曲：咲人）
6. crevasse
（作詞：YOMI / 作曲：咲人）
7. 18歳
（作詞：YOMI / 作曲：咲人）
8. Black Sick Spider
（作詞・作曲：RUKA）
9. ジャイアニズム叱
（作詞：YOMI / 作曲：咲人）
10. the FOOL
（作詞：咲人 / 作曲：咲人/RUKA）
11. アルミナ
（作詞・作曲：咲人）
日本テレビ系アニメ『DEATH NOTE』エンディングテーマ。
12. Morpho
（作詞・作曲：咲人）
13. 縷々〜lulu〜
（作詞：柩/咲人 / 作曲：咲人）